# Образование в Тольятти
У жителей современного Тольятти достаточно высокий уровень образования. В 1989 г. среди занятого населения на 1000 человек приходилось лиц с высшим, незаконченным высшим и специальным средним образованием среди мужчин — 366, среди женщин — 483 (84,9 %). Во многом это объясняется сложившейся в городе системой образования, представленной многочисленными учреждениями различных типов, видов и форм собственности.

## XVIII век
Первая школа в городе Ставрополь появилась в 1738 году. Предназначалась она «для обучения солдатских детей калмыцкому и российскому языкам и арифметике». Принимались в неё мальчики, достигшие семи лет, а в 15-летнем возрасте ученики зачислялись в армию. В школе было всего 35 мест, однако этого не хватало для растущего города.
В декабре 1739 года Василий Татищев обратился в правительство с предложением об открытии калмыцко-русской школы. Так как никакого ответа не было комендант крепости Андрей Змиев в январе 1741 года вторично обратился с аналогичной просьбой. 6 июня 1741 года был подписан указ о строительстве в Ставрополе школы для калмыцких детей, там учили их русской грамоте и готовили переводчиков. Из-за недостатка финансирования средства на содержание школы были получены за счёт сокращения жалования ставропольскому духовенству. В школе было 10 учеников, а для их обучения прислали из Астрахани двух учеников. Однако после смерти Змиева школа пришла в упадок. Сохранилась жалоба учителей на нового коменданта, где они сообщали, что жалованья давно не получали, изрядно пообносились а на просьбы и жалобы обещают избить батогами.
Однако школы предназначались лишь для низших сословий. Дети дворян и офицеров получали домашнее образование, которое затем подтверждали на специальных экзаменах. Так дома обучался сын офицера ставропольского гарнизона Гавриил Романович Державин.
В 1760 году городскую школу расширили до 60 мест, но и этого было мало: в 1776 году была открыта вторая школа для солдатских детей. Она просуществовала до 1816 года, после чего была преобразована в мужское уездное училище.

## XIX век

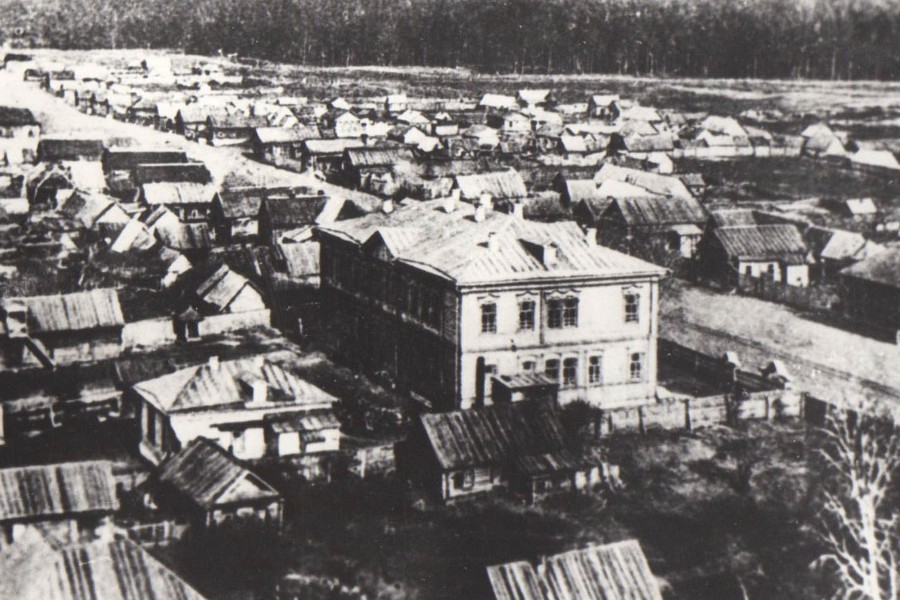
Второклассная школа в Ставрополе

В 1816 году в Ставрополе открылось уездное училище. Обучение в нём длилось 2 года, за это время преподавалось 15 различных предметов. По окончании давалось свидетельство о получении полного начального образования. В 1836 году при училище открылся приготовительный класс.
Также в первой четверти XIX века стали открываться приходские школы при городских храмах. Там бесплатно обучали грамоте, счёту, Закону Божиему и церковному пению.
В 1858 году открылось первое учебное заведение для девочек — одногодичное женское приходское училище на 72 места. Обучение было бесплатным, училище содержалось за счёт городской казны.
К началу 1860-х годов в Ставрополе насчитывалось два начальных училища (мужское и женское). В уезде также находилось 43 мужских, 3 женских и 13 смешанных училищ. Всего в них обучалось 1442 человека, и имелось 77 преподавателей, из которых 56 были лица духовного звания. В училищах преподавалось по 15 предметов, в целях экономии каждый учитель вёл 7-8 предметов.
В 1872 года уездные училища Ставрополя были преобразованы в городские с шестилетним сроком обучения. Увеличились и число предметов. Образование было платным, в них учились дети мелкой буржуазии, но были и дети зажиточных крестьян. В сёлах в основном действовали школы с трех, а позднее с четырёхлетним обучением.

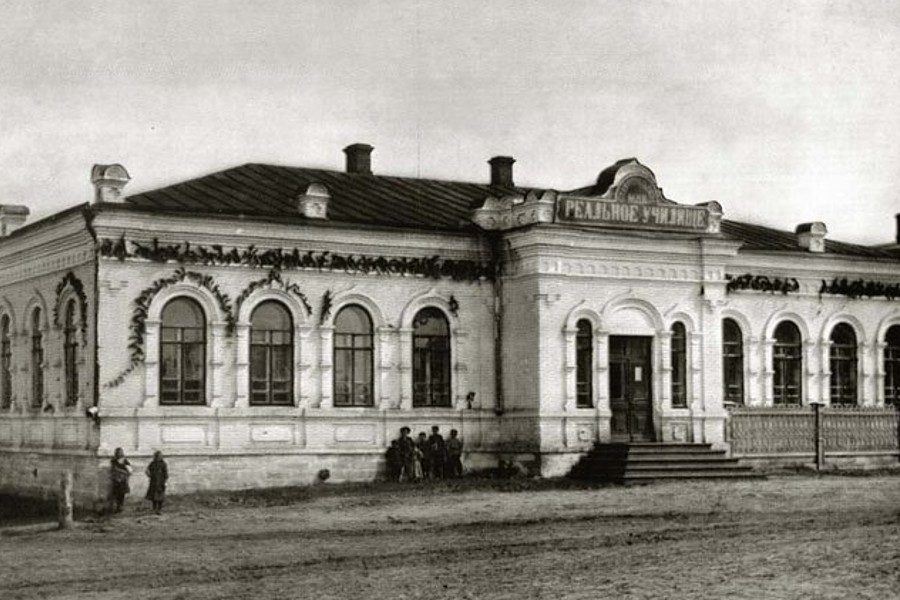
Реальное училище Ставрополя

Существовало несколько школ, содержавшихся на средства местных помещиков.
Расходы на образование составляли всего 12-14 % от бюджета уезда, в результате школы были только в 51 населённом пункте из 179. В 1877 году на каждого ученика в уезде было израсходовано 4 рубля 73 копейки, при этом на каждого заключённого — 10 рублей 43 копейки. Недостаток финансирования приходилось компенсировать сельским обществам. Но средств всё равно не хватало: «В Кременской школе не имеется стола и стула для учителя и всего 5 парт на 50 учащихся», в Чувашском Сускане «помещение школы настолько тесное, что ученики учатся стоя, так как парт поставить нет места». Однако несмотря на тяжёлые условия для учёбы все школы были переполнены, в 1882 году в отдельных классах обучалось по 50-60 человек, но всё равно значительное число детей не получало образования. На 1 января 1895 года в уезде насчитывалось 21 566 детей в возрасте от 8 до 11 лет (без учёта Ставрополя и Мелекесса). Из них 14,4 % обучались в сельских школах, и 7,7 % — в церковно-приходских. Почти 80 % детей оставалось безо всякого образования.
Эффективность образования тоже была крайне низкой. С 1883 по 1887 год в 50 сельских школах окончило курс 1371 человек, только 11 человек из них стали продолжать образование в средних и высших учебных заведениях. В городских училищах ситуация была не лучше. В 1895 году на проверочных испытаниях у выпускников 13,5 % получили «неуд» по чтению, 19,5 % — по арифметике, 29,5 % — по письму.
Качество образование в церковно-приходских школах было ещё ниже. А в 1891 году стали создаваться вообще одногодичные школ грамотности. В 1896 году в Ставропольском уезде действовало 53 земских школы, 33 — церковно-приходских, 57 школ грамотности.
Данные Всероссийской переписи населения 1897 года дают наглядную картину о уровне образования в Ставрополе и уезде. Хотя грамотным считался каждый, кто мог читать хотя бы по слогам, в уезде насчитывалось всего 14,2 % грамотных.

### XX век

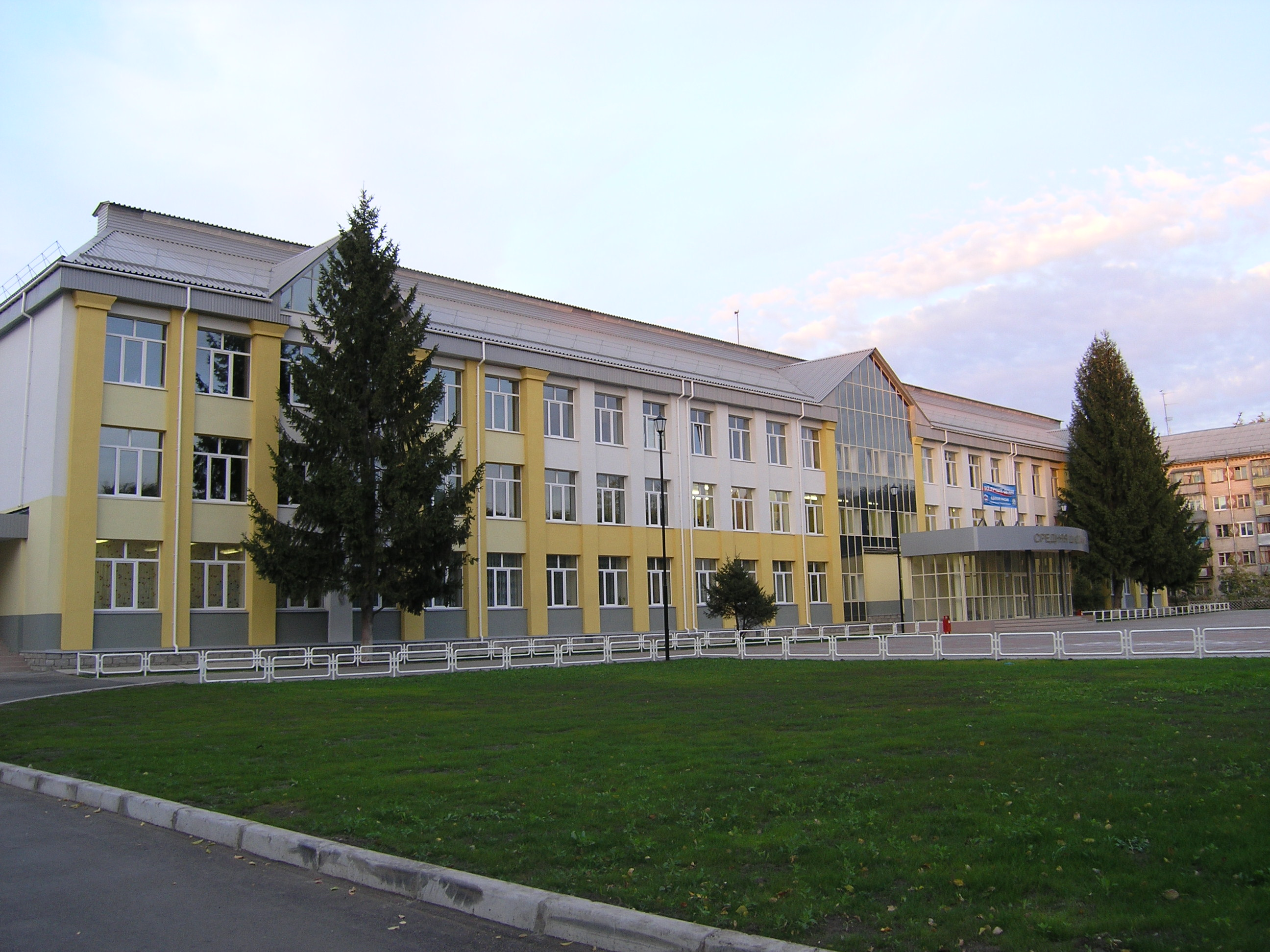
Школа № 13

С конца XIX века в Ставрополе действовало реальное училище — это было единственное заведение, где можно было получить неполное среднее образование. Выпускники его могли поступать в институты и физико-математические и медицинские факультеты университетов.
Полное среднее образование в уезде стало возможным получить только после того, как в 1903 году в Ставрополе была открыта женская гимназия. Сначала она была трёхгодичной, постепенно увеличивая количество классов. Обязательными предметами в гимназии были Закон Божий, русский язык с объяснительным чтением и начальными основами грамматики, русская история и география, арифметика, чистописание, рукоделие. К необязательным относились иностранные языки, рисование, музыка, пение, танцы — они преподавались за дополнительную плату. Обучение в гимназии было платным, с небольшим процентов учащихся освобождённых от оплаты по решению городских властей.
Правила поведения в гимназии были весьма суровыми. Строгие однообразные причёски без бантов и заколок спереди, строгие темные платья длиной 35 см от пола. Обязательны приветствия начальницы гимназии и попечителей глубоким реверансом. В качестве наказания применялись оставление в классе после уроков, лишение обеда и даже оставление в гимназии на ночь.
В 1909 году открылось ремесленное училище — первое учебное заведение профессионального образования. В нём крестьянские и мещанские дети могли изучать ремесленное счетоводство, столярное, токарное, кузнечное дело, а также прочие науки. Обучение длилось четыре года, изучалось 9 предметов. Из-за недостатка учебных заведений в нём также обучалось двое дворян. В 1912 году попечитель училища купец Иван Парфенов пожертвовал школе тысячу рублей, на которые был приобретён двигатель для столярного и токарного станков.
В 1912 году открылось реальное училище. Оно предназначалось для углубления технических знаний выпускников ремесленного училища, считалось весьма престижным, обучение было платным.
Постепенно росло качество преподавательского состава в учебных заведениях уезда, но крайне медленными темпами. В 1913 году из 397 учителей уезда не было ни одного с высшим образованием, 187 было со среднеспециальным, а 27 учителей вовсе сами не имели образования.
На начало 1917 года в Ставрополе действовало 7 учебных заведений и одна воскресная школа для взрослых.
Установление Советской власти кардинально изменило ситуацию с образованием в городе и уезде. 12 ноября 1918 года при горисполкоме Ставрополя был создан городской отдел народного образования. 2 января 1919 года в городе была открыта школа для красноармейцев. По данным переписи населения 1920 года в Самарской губернии почти две трети жителей не умели читать и писать. Декрет Совнаркома «О ликвидации безграмотности среди населения РСФСР» положил начало изменению ситуации. В 1920—1921 годах только в городе было открыто 23 школы для взрослых. Школы ликбеза создавались в каждом селе.
14 августа 1930 года в СССР было введено обязательно начальное образование.
В 1935 году в Ставрополе действует две школы и два техникума: сельскохозяйственный и педагогический.
Только в годы Великой Отечественной войны в городе появилось высшее образование. В здании санатория «Лесное» действовал эвакуированный Военный институт иностранных языков Красной Армии, который по окончании войны вернулся в Москву.
К 1947 году в городе были средняя школа, семилетняя, две начальных школы, педагогическое училище и зоотехнический техникум. К 1951 году в систему городского образования добавились 3 детских сада.
29 января 1951 года в городе было открыто вечернее отделение Куйбышевского индустриального института.
На 1 сентября 1956 года в школах Ставрополя насчитывалось 6899 школьников, а в школах рабочей молодёжи — 758 человек. Действовали 3 средних и 3 начальных школы. С ростом города росло и количество учебных заведений. В 1958 году работало уже 15 школ. С 1959 года начинается формирование единой системы дошкольного образования и рост сети подобных заведений.
В 1966 году на базе Тольяттинского филиала Куйбышевского политехнического институт был организован Тольяттинский политехнический институт.
В 1967 году в городе работало 18 средних школ, 5 восьмилетних, 1 начальная, 4 школы-интерната, детская спортивная школа, педагогическое училище, 3 техникума, 5 профессионально-технических училищ. В школах, в том числе и школах-интернатах, обучалось более 24 тысяч школьников.
В 1969 году открылась первая школа в новом Автозаводском районе. Это была средняя школа № 28. Она была построена по уникальному проекту и на момент открытия являлась самой крупной школой в стране по количеству учеников (2350 учеников на момент открытия, 2850 учеников в 1979-80 учебном году). Уже в 1969-70 учебном году были открыты ещё две школы — средняя школа № 30 и средняя школа № 31. С тех пор каждый год в городе открывалось по нескольку школ и в 1977 году общее число школ в Тольятти достигло 52, увеличившись вдвое по сравнению с 1967 годом.
В 1976—1977 годах в Тольятти появился межшкольный учебно-производственный комбинат трудового обучения и профессиональной ориентации школьников.
В 1984 году в рамках очередной реформы образования появились школы нового типа — средняя школа № 68 имела эстетический уклон. Открылась школа для слабослышащих и глухих детей. С 1985 года старшеклассникам преподаются «Основы информатики и вычислительной техники».
В 1986 году в городе работало 70 школ и 188 детских садов.
В 1988 году в городе открылся филиал Куйбышевского педагогического института. Для его размещения было приспособлено здание средней школы № 42. Таким образом, 42-я школа, стала первой школой в городе, которая была расформирована.
В 1989 году в городе появляются лицеи, гимназии с углубленным изучением различных предметов. Одними из первых приобрели статус лицея или гимназии школы № 19, 35, 38, 51, 57. Высокий уровень образования сохраняется в этих школах до сих пор.
На 1 января 1991 года в городе работало 79 общеобразовательных школ, 5 школ-интернатов, 5 учебно-производственных комбинатов, 4 вечерние школы с общим числом учеников 97 607 человек, и 13 профтехучилищ с число учащихся в 10 тыс. человек.
1 сентября 1991 года начались занятия в воскресной церковной школе при храме Казанской иконы Божьей Матери. Появляются и другие негосударственные учебные заведения, на начало 1995 года их было уже 10 штук.

## XXI век

### Дошкольное образование
Система дошкольного образования представлена 137 детскими садами. Многочисленные в советское время заводские детские сады почти полностью перешли в муниципальную собственность. Исключение составили 1 детский сад корпорации ОАО «Тольяттиазот», а также 48 детских садов ОАО «АВТОВАЗ»: на их базе сформирована автономная некоммерческая организация. В 2008 году детские сады посещало 28,7 тыс. детей города, однако степень охваченности детей дошкольного возраста местами в садах составляет всего порядка 74 %, что привело к появлению многочисленных очередей: на 1 августа 2009 года при полном отсутствии мест в садах в очередях находилось почти 12 000 детей. Проблема усугубляется тем, что в середине 1990-х многие сады были расформированы, а здания перепрофилированы под нужды различных учреждений либо коммерческих организаций.

### Среднее образование
Среднее образование города представлено 92 муниципальными школами, в которых обучается 68,9 тыс. человек, а также 8 негосударственными общеобразовательными учреждениями. Если число муниципальных школ сокращается (некоторые школы объединяют), то число негосударственных школ только растёт. Хорошо развита система целевой подготовки школьников: во всех районах города есть специализированные лицеи и гимназии, позволяющие углублённо изучать те или иные виды дисциплин.
Помимо этого в Тольятти существует 3 специальных школы-интерната. Система дополнительного образования состоит из 32 различных учебных заведений: сюда входит несколько музыкальных школ, а также ряд детско-юношеских спортивных школ по самым популярным в городе видам спорта: хоккею, футболу, спидвею.

### Профессиональное образование
Система профессионального образования Тольятти представлена рядом образовательных учреждений различного уровня и профиля подготовки: одним училищем начального профессионального образования, а также 23 учреждениями среднего профессионального образования, среди которых, помимо технических, есть педагогическое и медицинское училища. 

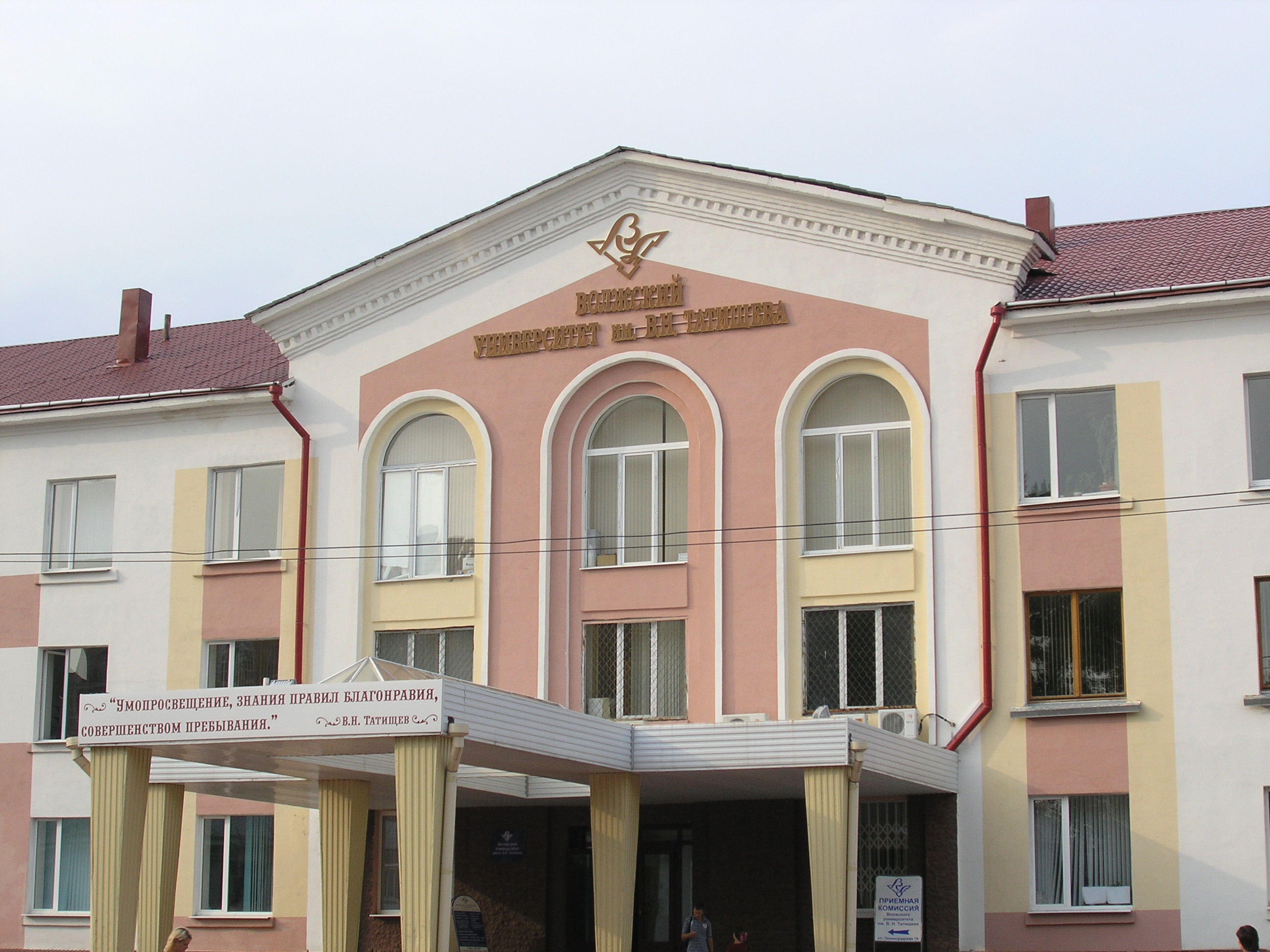
Здание Волжского университета имени В. Н. Татищева

В Тольятти действует ряд высших учебных заведений разного типа и направлений. Каждый из вузов, помимо популярных в России экономических и юридических специальностей, готовит специалистов и других направлений:
- Тольяттинский государственный университет — сформирован на базе Тольяттинского политехнического института и филиала Самарского государственного педагогического университета, поэтому в нём готовят как инженеров, так и педагогов. Это старейший и крупнейший вуз города.
- Поволжский государственный университет сервиса — готовит специалистов коммерции, товароведов, дизайнеров, модельеров, социальных работников, а равно и специалистов по обслуживанию различной бытовой и радиоэлектронной аппаратуры.
- Тольяттинская академия управления — осуществляет подготовку предпринимательских и управленческих кадров, специалистов в банковской сфере, ИТ-менеджменте и дизайне, реализует ряд программ по переподготовке управленческих кадров для организаций страны и области.
- Волжский университет имени В. Н. Татищева — от прочих вузов отличается наличием специальностей экологического и гуманитарного профилей.
- Тольяттинский институт искусств.

Также в Тольятти существует много филиалов московских, санкт-петербургских и самарских вузов. С 1978 по 2010 в городе действовал Тольяттинский военный технический институт, при котором был создан кадетский корпус.
В 2009 году ОАО «АВТОВАЗ» открыло собственное учебное заведение: корпоративный университет. Университет создан на базе учебного центра, возглавил новую структуру С. И. Банников.